# Мацуана
Мацуана (англ. Matsooana) — одна з місцевих громад, що розташована в районі Таба-Цека, Лесото. Населення місцевої громади у 2006 році становило 14 416 осіб.